# James M. Humphrey
James Morgan Humphrey (ur. 21 września 1819 w Holland, zm. 9 lutego 1899 w Buffalo) – amerykański polityk, członek Partii Demokratycznej.

## Działalność polityczna
Od 1863 do 1864 zasiadał w New York State Senate. W okresie od 4 marca 1865 do 3 marca 1869 przez dwie kadencje był przedstawicielem 30. okręgu wyborczego w stanie Nowy Jork w Izbie Reprezentantów Stanów Zjednoczonych.